# Грицына, Юрий Васильевич
Ю́рий Васи́льевич Грицы́на (укр. Юрій Васильович Грицина; род. 15 июня 1971, Северодонецк, Ворошиловградская область) — украинский футболист, полузащитник, защитник. Выступал за сборную Украины. Ныне — украинский футбольный тренер.

## Карьера

### Клубная
Первый тренер — Людвиг Андреевич Шубин. В Высшей лиге СССР провёл 10 матчей, забил 1 гол.
В Высшей лиге Украины провёл 43 матча, забил 9 голов. Вошёл в историю как автор первого гола «Динамо» (Киев) в чемпионатах Украины; отличился 7 марта 1992 года в первом туре против харьковского «Металлиста».
Участник Кубка и Лиги чемпионов 1991—1992, 1993—1994, 2000—2001 (10 игр, 1 гол).
Участник Кубка УЕФА 1992—1993, 2003—2004 (3 матча).

### В сборной
Выступал за Олимпийскую сборную СССР.
За сборную Украины сыграл 2 игры.
Дебютировал 18 мая 1993 года в товарищеском матче со сборной Литвы (2:1). Был заменён на 64-й минуте Александром Гайдашем.
Свой второй (и последний) матч за сборную провёл 26 июня 1993 года против сборной Хорватии (1:3). Был заменен в перерыве после первого тайма Андреем Гусиным.
| Матчи в составе сборной Украины по футболу | Матчи в составе сборной Украины по футболу | Матчи в составе сборной Украины по футболу | Матчи в составе сборной Украины по футболу | Матчи в составе сборной Украины по футболу | Матчи в составе сборной Украины по футболу | Матчи в составе сборной Украины по футболу | Матчи в составе сборной Украины по футболу | Матчи в составе сборной Украины по футболу | Матчи в составе сборной Украины по футболу | Матчи в составе сборной Украины по футболу | Матчи в составе сборной Украины по футболу | Матчи в составе сборной Украины по футболу |
| N                                          | №                                          | Дата                                       | Место                                      | Турнир                                     | Соперник                                   | Счёт                                       | Голы                                       | Минуты                                     | Замены                                     | Наказания                                  | Клуб                                       | Примечание                                 |
| ------------------------------------------ | ------------------------------------------ | ------------------------------------------ | ------------------------------------------ | ------------------------------------------ | ------------------------------------------ | ------------------------------------------ | ------------------------------------------ | ------------------------------------------ | ------------------------------------------ | ------------------------------------------ | ------------------------------------------ | ------------------------------------------ |
| 1                                          | 6                                          | 18.05.1993                                 | Литва, Вильнюс, «Жальгирис»                | Товарищеский матч                          | Литва                                      | 2 : 1                                      |                                            | 63                                         | 64'                                        |                                            | «Динамо» (Киев)                            |                                            |
| 2                                          | 7                                          | 26.06.1993                                 | Хорватия, Загреб, «Максимир»               | Товарищеский матч                          | Хорватия                                   | 1 : 3                                      |                                            | 45                                         | 46'                                        |                                            | «Динамо» (Киев)                            |                                            |
| Итого:                                     | Итого:                                     | Итого:                                     | 2 игры; +1 =0 −1; голы 3:4 (−1)            | 2 игры; +1 =0 −1; голы 3:4 (−1)            | 2 игры; +1 =0 −1; голы 3:4 (−1)            | 2 игры; +1 =0 −1; голы 3:4 (−1)            |                                            | 108 мин.                                   | 108 мин.                                   |                                            |                                            |                                            |

### Тренерская карьера
В разное время работал в юношеских сборных Украины по футболу. Тренировал черкасский «Славутич». Сейчас является помощником главного тренера юношеской сборной Украины (U 16).

## Достижения
- Победитель турнира дублирующих составов команд Высшей лиги СССР (1990)
- Чемпион Украины (2): 1993, 1994
- Серебряный призёр Чемпионата Украины: 1992
- Обладатель Кубка Украины: 1993
- Победитель турнира среди команд Первой лиги России: 1997
- Бронзовый призёр турнира среди команд Первой лиги России (2): 1998,1999
- Чемпион Литвы: 2000